# خراب ملطية (751)
خراب مَلَطْية (133هـ / 751م) هي حملة عسكرية قادها ملك الرُّوم قسطنطين الخامس على مدينة ملطية ومن قبلها كَمْخ، من أرض الثُّغور مع الخلافة العبَّاسية، بسبب انشغال الأخيرة بتوطيد حكمها ودعائم نفوذها في المنطقة من الثورات والقلاقل في أول سنوات حكمها.

## الأحداث

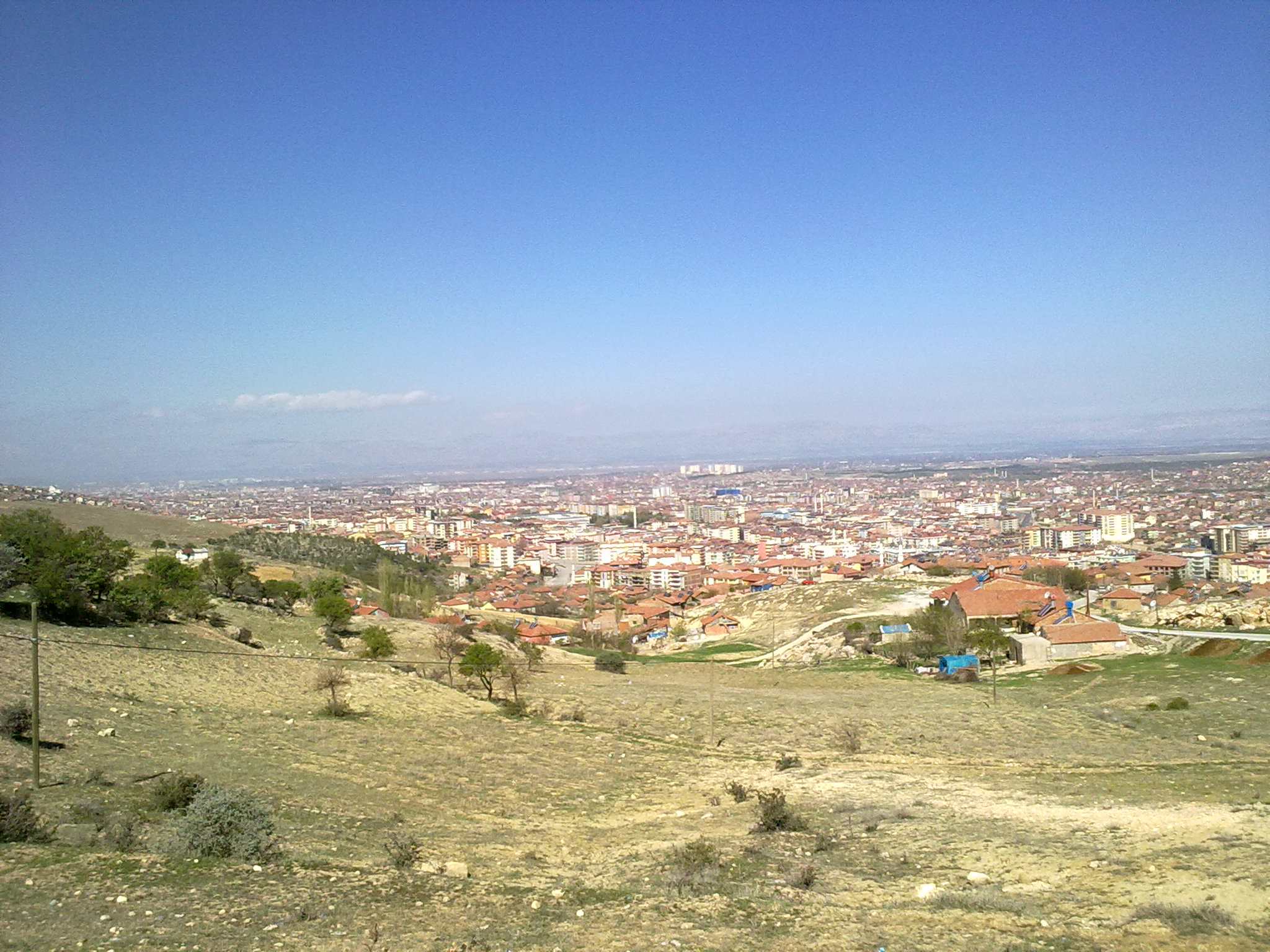
صورة حديثة لمدينة ملطية (في جنوب شرقي تركيا المُعاصرة)

في بداية الأحداث، كانت منطقة الجزيرة الفراتية مشغولة بالاضطرابات التي أثارها الخوارج وقيام الثَّائرين بالتبييض خالعين لطاعة بني العبَّاس، وتعرَّض الوالي العبَّاسي موسى بن كعب التميمي، والمسؤول عن الجزيرة التي تضم ملطية، حصارًا من قبل الخوارج، مُتحصنًا في حرَّان. سار قسطنطين الخامس على رأس جيشه نحو كَمْخ، مُستغلًا انشغال العبَّاسيين في صراعهم مع خوارج الجزيرة، فأرسل أهالي كَمْخ طلبات استنجاد إلى أهالي ملطية، فجاؤوا بثمانمائة مقاتل لمساندتهم. تعرَّض المُسلمين من أهالي ملطية وكمخ للهزيمة في المعركة، ليسير الروم مُحاصرين لملطية مُستغلًا ضعف إمكانياتهم. تفاوض قسطنطين مع أهل ملطية، معبرًا عن استعداده لمنحهم الأمان إذا استسلموا، قائلًا: «إني لم أحصركم إلا على علم من المسلمين واختلافهم، فلكم الأمان وتعودون إلى بلاد المسلمين حتى أحترث ملطية». رفض أهل ملطية عرضه لنهب المدينة، واستمروا في المقاومة، ليُنصب الرُّوم المجانيق. بعد أن تأكدوا من عدم قدرتهم على الصمود، قرر أهالي ملطية تسليم المدينة مع ضمان الأمان، وتركوا خلفهم ما استطاعوا حمله، وألقوا ما لم يتمكنوا من نقله في الآبار والمجاري. بعد مغادرة أهل ملطية، دخلها الرُّوم وأخربوها، ثم رحلوا عنها، وتفرَّق أهل ملطية في منطقة الجزيرة الفراتية. لم تتوقف حملات الرُّوم في نفس السنة، فقد دخل الرُّوم بقيادة كوشان الأرمني إلى قاليقلا بعد حصارها، فقُتل رجالها، وسبوا نسائها، وساق القائم إلى ملك الرُّوم قسطنطين. هدأت الجبهة مع الرُّوم في معظم خلافة أبو العبَّاس السَّفَّاح بسبب انشغال الأخير بتوطيد أساس الدَّولة العبَّاسية، حتى استُخلف أخوه أبو جعفر المنصور من بعده، فعمَّر ملطية وأعاد أهلها إليها، وأسكنها الجيش لحمايتها، وشن الحملات الجهاديَّة دون توقف معظم عهده على الرُّوم.

### فهرس المنشورات
1. ↑  ابن الأثير (2005)، ص. 786-787.
2. ↑  ابن الأثير (2005)، ص. 798-835.

### معلومات المنشورات كاملة
الكتب مرتبة حسب تاريخ النشر
- ابن الأثير الجزري (2005)، الكامل في التاريخ، مراجعة: أبو صهيب الكرمي، عَمَّان: بيت الأفكار الدولية، OCLC:122745941، QID:Q123225171